# Zdzisław Szymański (fizyk)
Zdzisław Leon Szymański (ur. 2 lutego 1926 w Czarnem k. Włocławka, zm. 5 września 1999 w Krzyżach nad Jeziorem Nidzkim) – polski fizyk-teoretyk, nazywany ojcem polskiej szkoły teoretycznej fizyki jądrowej, badacz wpływu nadprzewodnikowych korelacji par nukleonów na deformacje jąder atomowych, hipotetycznych jąder superciężkich i właściwości jąder w stanach o wysokim momencie pędu; był profesorem Uniwersytetu Warszawskiego i Politechniki Warszawskiej oraz pracownikiem Instytutu Fizyki PAN, Instytutu Badań Jądrowych i Instytutu Problemów Jądrowych im. Andrzeja Sołtana.

## Życiorys
Urodził się w 1926 roku w niewielkiej mazurskiej miejscowości jako syn inżyniera mechanika. Zaczął naukę w Czarnem, a następnie uczył się w Poznaniu.
Po wybuchu II wojny światowej został – jako kilkunastoletni chłopiec – wywieziony na roboty przymusowe do Prus Wschodnich, skąd uciekł pod koniec wojny.
Po zakończeniu wojny wstąpił na Wydział Mechaniczny Politechniki Łódzkiej (1946). W 1950 r. otrzymał stopień magistra inżyniera mechanika, po czym – studiował fizykę w Uniwersytecie Warszawskim (1950–1953). Już w czasie studiów został pracownikiem uczelni, początkowo – Politechniki Łódzkiej (od 1948 r.), a później Politechniki Warszawskiej (w latach 1951–1955). Pracował też w Instytucie Fizyki PAN, gdzie wykonał pracę doktorską na temat dynamiki gazu Knudsena. Promotorem pracy był Michał Łunc – specjalista w dziedzinie mechaniki płynów. W roku 1956 został docentem w utworzonym rok wcześniej Instytucie Badań Jądrowych (IBJ), w którym pracował do jego rozwiązania w czasie stanu wojennego, w grudniu 1982 r. W kolejnych latach utrzymywał kontakty z Instytutem Problemów Jądrowych im. Andrzeja Sołtana, utworzonym w roku 1983. Został pracownikiem tego Instytutu w roku 1995, krótko przed odejściem na emeryturę.
Na wybór kierunku badań, które prowadził w IBJ, wpłynął staż naukowy (1959), odbyty w Instytucie Nielsa Bohra w Kopenhadze, w którym tworzono wówczas nowoczesną teorię struktury jądra atomowego. Pracował tam pod kierunkiem późniejszych laureatów nagrody Nobla w dziedzinie fizyki (1975), Aage Bohra i Benjamina Mottelsona. Po powrocie z Kopenhagi aktywnie upowszechniał nowoczesne teorie i koncepcje, prowadząc wykłady również poza IBJ, m.in. jako docent w Instytucie Fizyki Teoretycznej UW (od 1963 r.). Rozpoczęte wówczas wspólne seminaria Zakładu Teorii Struktury Jądra IFT UW i Zakładu Teorii Jądra Atomowego IBJ weszły do tradycji tych instytucji. Na seminaria przyjeżdżali fizycy z innych miast Polski, m.in. Stanisław Szpikowski z UMCS w Lublinie, który zorganizował później lubelską grupę teorii jądra. Szymański zapoczątkował też organizację cyklicznych spotkań pt. „Mazurska Szkoła Fizyki Jądrowej” (kontynuowanych po jego śmierci) i brał udział w podobnych spotkaniach, organizowanych w Zakopanem (przez ośrodek krakowski). Materiały prezentowane na wykładach wydano w formie skryptu pt. „Efekty działania sił kojarzących nukleony w pary w jądrach atomowych. Pairing po polsku” (Postępy Techniki Jądrowej, seria „fizyka jądrowa”, 1969), który był przez wiele lat podstawą nauczania teorii struktury jądra.
Zdzisław Szymański otrzymał tytuł profesora w roku 1978. Był promotorem w kilkunastu przewodach doktorskich. Pierwszym doktorantem był Adam Sobiczewski (1964), później profesor i członek PAN. W roku 1992 pracę doktorską nt. „Rozwiązanie zagadki radiacyjnego wychwytu elektronu ze stanu 1S. Przejścia okrężne przez wirtualne stany jądrowe” zakończył Łukasz Kalinowski.
Był mężem Wiesławy z Winklerów (1929–2012), biologa.
Zmarł we wrześniu 1999 roku w czasie kolejnej „Mazurskiej Szkoły Fizyki Jądrowej”. Spoczął na cmentarzu Powązkowskim w Warszawie (kwatera 123-1-23).

## Tematyka badań
Teorie jądra atomowego były przedmiotem bardzo intensywnych badań w pierwszej połowie XX w. – w latach 1935–1967 przyznano 14 Nagród Nobla za badanie w tej dziedzinie. Później – po 8-letniej przerwie – nagrodę otrzymali Aage Niels Bohr i Benjamin Mottelson, u których w roku 1959 odbywał staż Zdzisław Szymański, nazywany później ojcem polskiej szkoły teoretycznej fizyki jądrowej. Zajmował się m.in. problemami wpływu nadprzewodnikowych korelacji par nukleonów na deformacje jąder atomowych, hipotetycznych jąder superciężkich i właściwości jąder w stanach o wysokim momencie pędu (zob. też uwaga).

## Stowarzyszenia
Zdzisław Szymański był członkiem rzeczywistym Polska Akademia Nauk, Wydział III. Nauk Matematycznych, Fizycznych i Chemicznych Komitet Fizyki.

## Ordery i odznaczenia
- Krzyż Kawalerski Orderu Odrodzenia Polski
- Medal Mariana Smoluchowskiego (1989)[10]

## Wspomnienia i upamiętnienie
Na XXXV. Zjeździe Fizyków Polskich (Białystok, 20–23 września 1999) prof. Andrzej Kajetan Wróblewski (Instytut Fizyki Doświadczalnej UW) przedstawił referat nt. „Fizyka w Polsce wczoraj, dziś i jutro” – krótką charakterystykę fizyki w Polsce XX w. Zaprezentował wskaźniki bibliometryczne, liczby dotyczące stopni i tytułów naukowych oraz liczby studentów fizyki. W podsumowaniu ocenił wkład Polaków do światowej fizyki XX w., wyodrębniając przede wszystkim – poza Marią Skłodowską-Curie (która w światowych zestawieniach jest wymieniana jako obywatelka francuska) – czterech fizyków, którzy dokonali odkryć na miarę Nagrody Nobla: Mariana Smoluchowskigo, Mariana Danysza, Jerzego Pniewskiego i Karola Olszewskiego. Wśród osiemnastu mniej zasłużonych, którzy jednak wnieśli bardzo poważny wkład do rozwoju fizyki i w pewnym okresie należeli do liderów światowej fizyki (których nazwiska są wymieniane w syntetycznych obcojęzycznych historycznych opracowaniach) znalazł się Zdzisław Szymański.
W artykule z roku 2000 prof. Grzegorz Rohoziński zamieścił cytat z listu kondolencyjnego Aage Bohra i Bena Mottelsona do polskich fizyków:

[He] has played such an important role in the understanding of nuclear structure and in the personal relationships within the worldwide community. His enthusiasm and appreciation of the content of scientific work and his unswerving intellectual honesty have made the contacts with him deeply rewarding and will continue to be an inspiration for us all. This inspiration was felt especially in Copenhagen where he and his pupils have contributed so much»

i napisał:

Nie trzeba dodawać, że obcowanie ze Zdzisławem było i w dalszym ciągu będzie inspiracją jeszcze silniejszą dla nas, Jego współpracowników, kolegów, uczniów i przyjaciół, tych z Warszawy, Lublina, Krakowa, i tych rozsianych po całym świecie.

.
W tym samym roku opublikowano w czasopiśmie Postępy Fizyki biografię Zdzisława Szymańskiego, opracowaną przez prof. Janusza Dąbrowskiego (wówczas – Instytut Problemów Jądrowych im. Andrzeja Sołtana, później – Narodowe Centrum Badań Jądrowych).
Pamięci Zdzisława Szymańskiego poświęcono konferencję naukową High Spin Physics 2001, zorganizowaną przez Instytut Fizyki UW w Warszawie w dniach 6–10 lutego 2001 r. Materiały z tej konferencji opublikowano Acta Physica Polonica. W specjalnym tomie (t.32, No 9, wrzesień 2001) zamieszczono artykuły naukowe dotyczące aktualnego stanu wiedzy w dziedzinie, w której pracował prof. Szymański oraz artykuły wspomnieniowe, napisane przez przyjaciół i współpracowników.
Od roku 2002 dziekan Wydziału Fizyki Uniwersytetu Warszawskiego przyznaje nagrodę imienia Zdzisława Szymańskiego za osiągnięcia naukowe w dziedzinie teoretycznych lub doświadczalnych badań właściwości jąder atomowych.